# Cubo (recipiente)

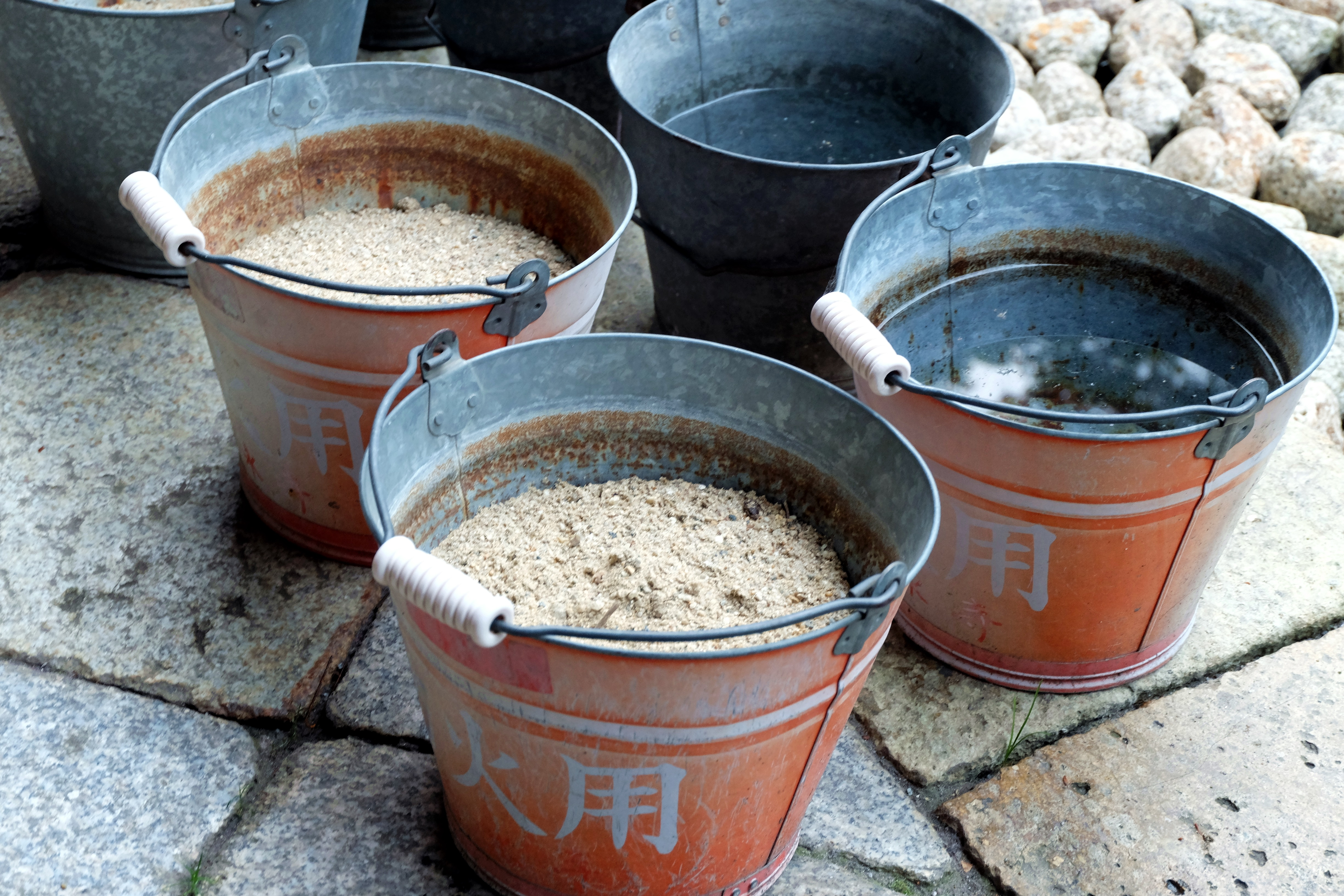
Cubetas llenas de tierra y agua para extinguir fuegos.

Un cubo, balde, tobo (en Venezuela) o cubeta (en México) es un recipiente o vasija en forma de tronco de cono invertido para que su concavidad pueda retener sustancias fluidas. Para facilitar su uso y el transporte dispone de un asa semicircular que está sujeta por sus extremos al borde superior.

## Etimología, tipos y uso
La academia señala su origen liguístico como masculino de la voz "cuba" (del latín «cupa»). Como recipiente es sinónimo de receptáculo, cubeta y balde. Puede ser de plástico o metal (y los más antiguos de madera y luego zinc ). El de uso más común puede contener cinco litros de volumen, aunque existen diferentes tamaños. Su uso más tópico, desde la antigüedad, ha sido para el transporte de agua desde las fuentes o pozos, para acumularla y conservarla en recipientes (barriles, cisternas, pilones). Algunos cubos, más pequeños, se emplean como juguetes infantiles de playa.
Para camping, existen cubos de tela que no del todo impermeable, que llenos de agua y colgados en un lugar aireado, disminuyen algunos grados la temperatura por enfriamiento evaporativo, funcionando de la misma manera que el botijo de agua español.
Entre las frases hechas y refranes relacionados con el cubo, resulta sugerente, casi misteriosa, la que dice: "Eres más simple que el asa de un cubo". También en Venezuela se emplea la frase "darle hasta con el tobo".

## Historia

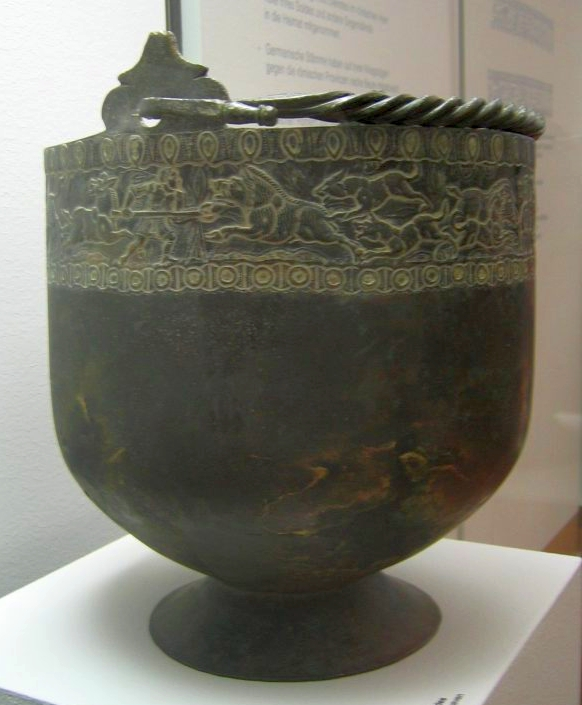
Cubo de Hemmoorer, Warstade (Cuxhaven), quizás uno de los primeros cubos de Occidente.

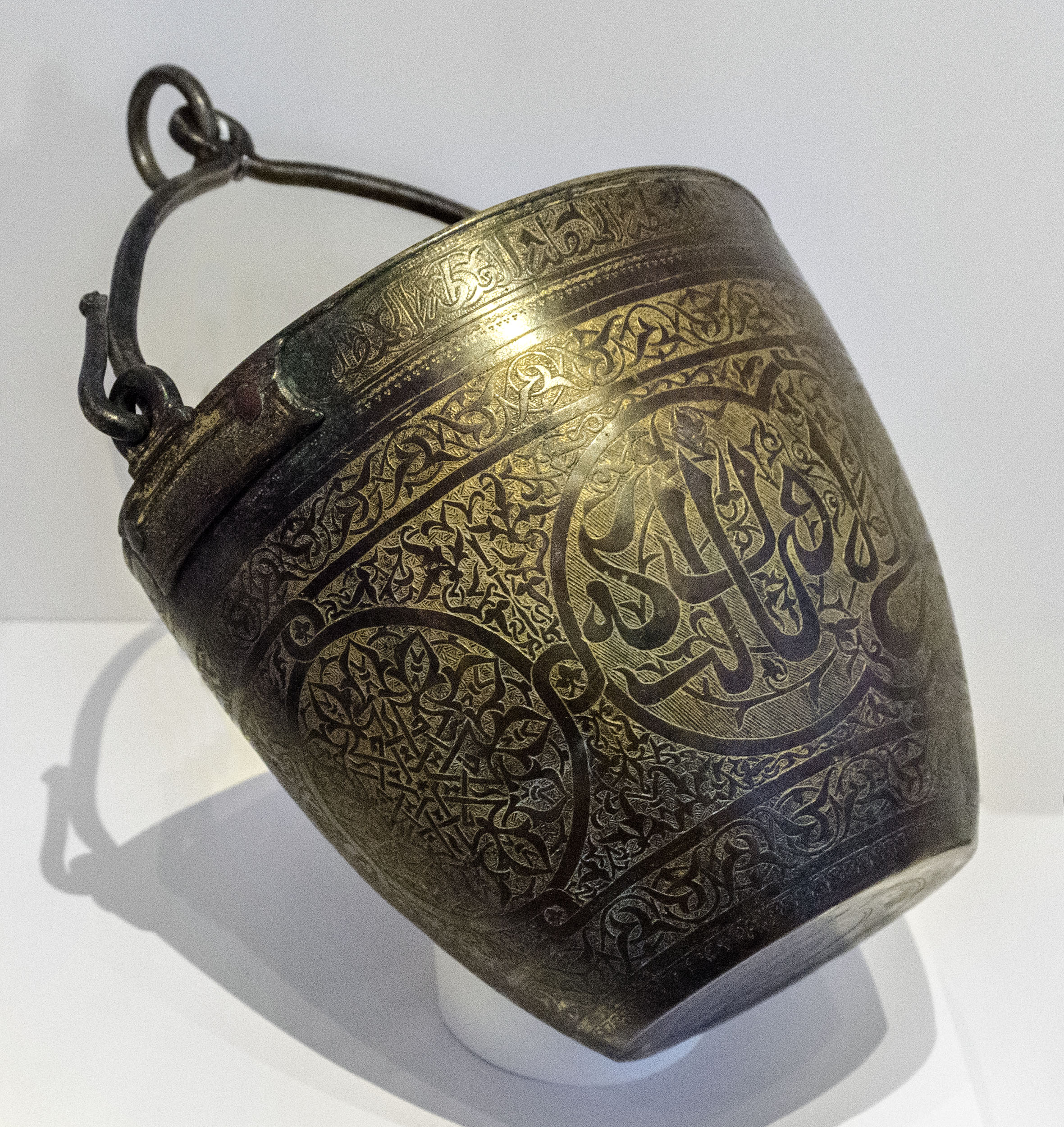
Acetre nazarí de la Alhambra, Granada.

En la geografía ocupada por el Imperio romano se han hallado restos arqueológicos de cubos de hierro y metal (forjados en latón o bronce); los recipientes ya llevaban un asa, pero tenían en su base un pie central como un cáliz. Se considera al cubo de Hemmoor („Hemmoorer Eimer)“, al oeste de Hamburgo, como uno de los primeros restos arqueológicos del recipiente que luego sería el cubo doméstico. 
Documentado en la vasta geografía del Imperio romano, como recipiente alternativo al cántaro, su empleo para el transporte de vino, en la Edad Media tuvo el cubo muy diversos usos, entre ellos el transporte de agua en centros urbanos que dio como fruto el casi universal oficio de aguador.

### Acetres y sítulas
En contextos por lo general relacionados con el uso religioso, el cubo, como forma y diseño, tiene un hermano menor aunque más lujoso, en las «sítulas», pozales ceremoniales fabricados desde la Edad del Hierro. Para Plutarco y otras fuentes, la sítula era un objeto simbólico devocional de Isis, de ahí que a la diosa egipcia se la representase llevando una sítula con agua del sagrado río Nilo. Otro recipiente de esta familia sería el acetre.

## Modelos en la historia de la pintura

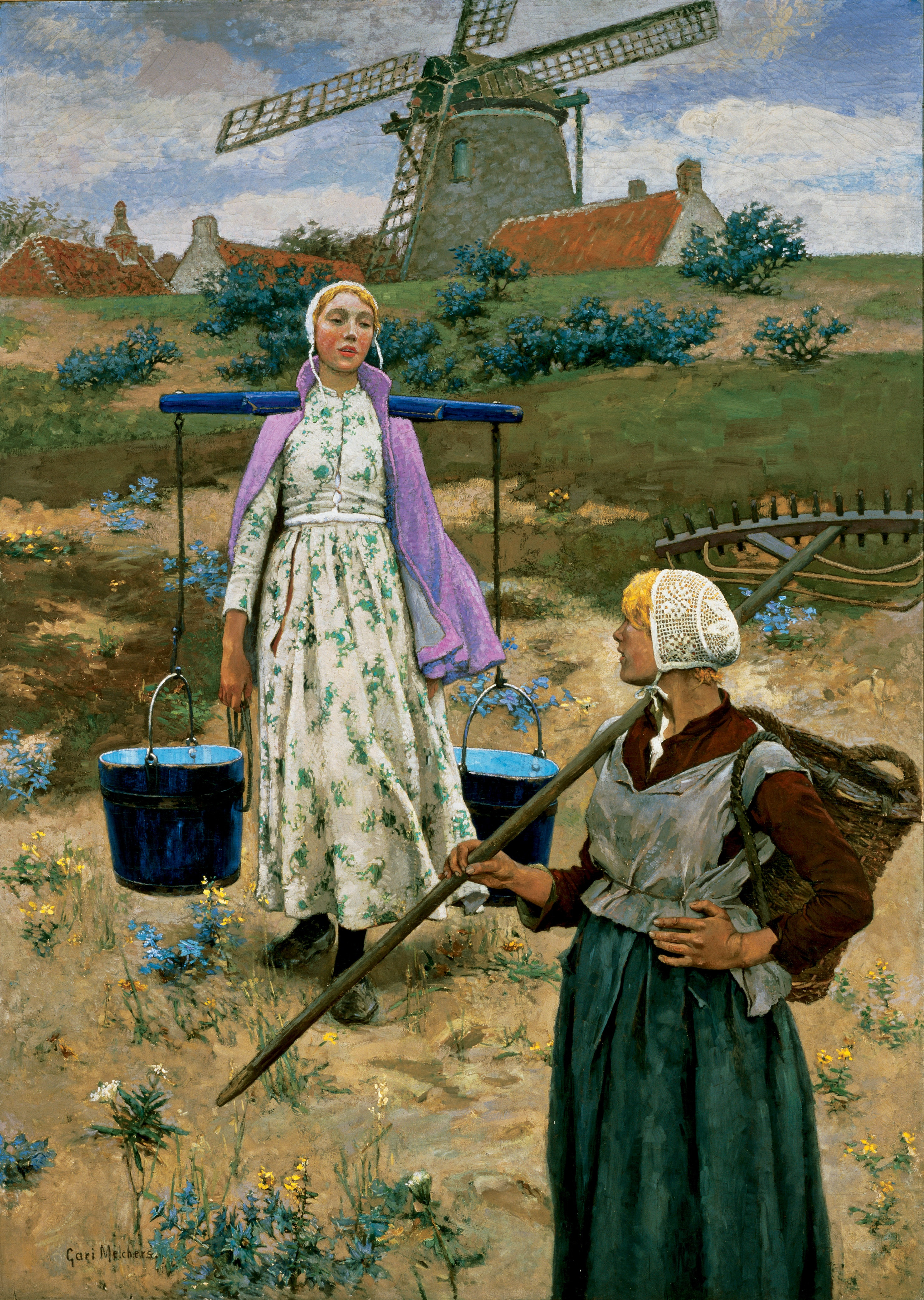
Gari Melchers: En las dunas (1891).
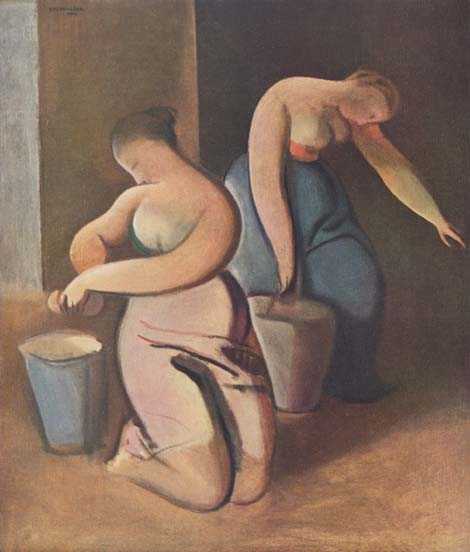
Rudolf Kremlička: Mujeres trabajando (1919).
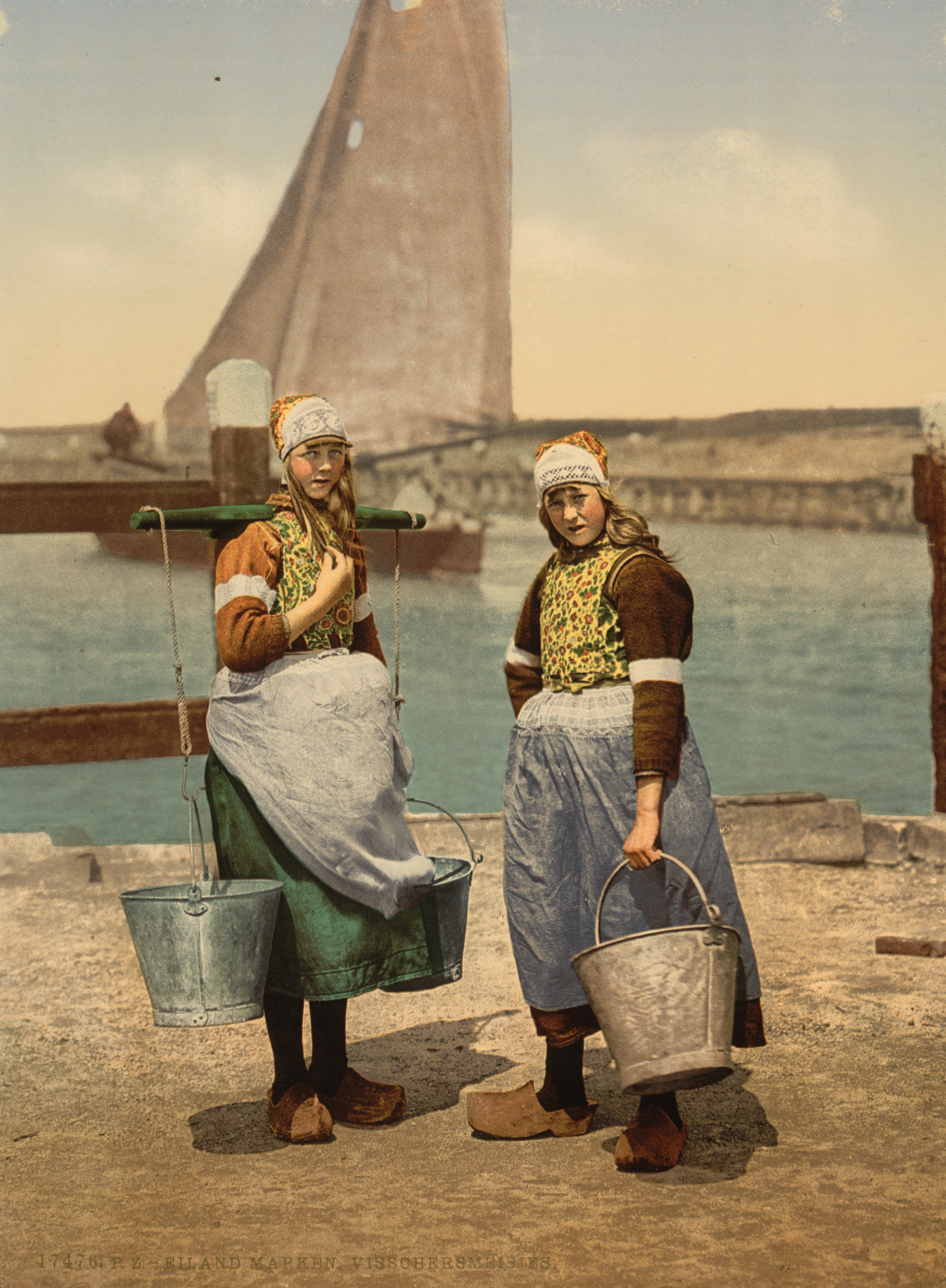
Pescaderas holandesas de la isla de Marken (1890-1900).